# Honkasaari (ö i Kuhmois, Isojärvi)
Honkasaari är en ö i Finland. Den ligger i sjön Isojärvi och i kommunen Kuhmois i den ekonomiska regionen  Jämsä  och landskapet Mellersta Finland, i den södra delen av landet, 170 km norr om huvudstaden Helsingfors. Öns area är omkring 680 kvadratmeter och dess största längd är 60 meter i nord-sydlig riktning.  Honkasaari hör till Isojärvi nationalpark.